# Monreal del Llano
Pour les articles homonymes, voir Monreal (homonymie).
Monreal del Llano est une municipalité espagnole de la province de Cuenca, dans la région autonome de Castille-La Manche.